# Carex granifera
Carex granifera är en halvgräsart som beskrevs av Stephen Troyte Dunn. Carex granifera ingår i släktet starrar, och familjen halvgräs. Inga underarter finns listade i Catalogue of Life.